# Elchin Asadov
Elçin Əsədov (Füzuli, 2 december 1987) is een Azerbeidzjaans voormalig wielrenner die eind april 2023 zijn loopbaan als wielrenner afsloot bij Sakarya BB Pro Team.
In 2015 nam Əsədov deel aan de eerste Europese Spelen. De tijdrit reed hij niet uit, in de wegrit van drie dagen later eindigde hij als 55e. Hij is acht maal nationaal kampioen tijdrijden en zegevierde drie maal in de wegwedstrijd.

## Overwinningen
2012
 Azerbeidzjaans kampioen tijdrijden, Elite
2013
 Azerbeidzjaans kampioen tijdrijden, Elite
2014
 Azerbeidzjaans kampioen tijdrijden, Elite
 Azerbeidzjaans kampioen op de weg, Elite
2016
 Azerbeidzjaans kampioen tijdrijden, Elite
2017
7e etappe Ronde van Marokko
 Azerbeidzjaans kampioen tijdrijden, Elite
2018
 Azerbeidzjaans kampioen tijdrijden, Elite
2019
 Azerbeidzjaans kampioen tijdrijden, Elite
 Azerbeidzjaans kampioen op de weg, Elite
1e etappe Ronde van het Maleisisch schiereiland
2022
 Azerbeidzjaans kampioen tijdrijden, Elite
 Azerbeidzjaans kampioen op de weg, Elite

## Resultaten in voornaamste wedstrijden
| Jaar |  | WK op de weg |
| ---- |  | ------------ |
| 2012 |  | opgave       |
| 2017 |  | opgave       |
| 2020 |  | opgave       |

## Ploegen
- 2012 –  Team Specialized Concept Store
- 2013 –  Synergy Baku Cycling Project
- 2014 –  Synergy Baku Cycling Project
- 2015 –  Synergy Baku Cycling Project
- 2016 –  Synergy Baku Cycling Project
- 2017 –  Synergy Baku Cycling Project
- 2018 –  Synergy Baku Cycling Project
- 2019 –  Lviv Cycling Team
- 2020 –  Bahrain Cycling Academy
- 2021 –  Sakarya BB Pro Team
- 2022 –  Sakarya BB Pro Team
- 2023 –  Sakarya BB Pro Team

Cəbrayılov · Clarke · Craven · Ebsen · Huseby · İsgəndərov · İsmayılov · Əsədov · Lane · Manan · McConvey · Mustafayev · Nağıyev · Pozdnijakov · Rogers · Schweizer · Soeroetkovytsj · Hüseynzadə (stagiair)
Asanov · Averin · Brammeier · Cəbrayılov · Davison · Eibegger · İlyasov · İsgəndərov · İsmayılov · Ələkbərov · Əsədov · Klemme · Lane · Lavery · McConvey · C. Schweizer · M. Schweizer · Sokol · Soeroetkovytsj · Walker
Asanov · Averin · Jabrayilov · Eibegger · Ilyasov · Isgenderov · İsmayılov · Əlizadə · Asadov · Mugerli · Pliușchin · Soeroetkovytsj · Tamouridis · van Winden
Asanov · Averin · Cəbrayılov · İlyasov · Əlizadə · Əsədov · Kvasina · Qəhrəmanlı · Məmmədov · Mugerli · Pozdnijakov · Rumac · Soeroetkovytsj · Tamouridis
Asanov · Averin · Cəbrayılov · İlyasov · Əlizadə · Əsədov · Məmmədov · Mikayılzadə · Pozdnjakov · Qəhrəmanlı · Rumac
Asanov · Cəbrayılov · Əlizadə · Əsədov · Mikayılzadə · Polivoda · Pozdnjakov · Qəhrəmanlı · Rumac · Səfərli · Şirəliyev · Vəliyev